# Ann Dvorak
Ann Dvorak (nascuda Anna McKim; Nova York, 2 d'agost de 1911 - Honolulu, 10 de desembre de 1979) va ser una actriu de teatre i cinema estatunidenca.
Quan se li va preguntar com pronunciar el seu cognom d'adopció, va dir a The Literary Digest l'any 1936: "El meu nom fals es pronuncia correctament vor'shack. La D roman en silenci. He passat força temps amb el nom, havent-me anomenat pràcticament tot, des de Balzac fins a Bickelsrock".

## Primers anys
Dvorak era filla i filla única de l'actriu de cinema mut Anna Lehr i del director Edwin McKim. Mentre estava a Nova York, va assistir al convent de Santa Caterina. Després de traslladar-se a Califòrnia, va assistir a la Page School for Girls a Hollywood.
Va debutar al cinema quan tenia cinc anys en la versió cinematogràfica mut de Ramona (1916), acreditada com "Baby Anna Lehr". Va continuar en papers infantils a The Man Hater (1917) i Five Dollar Plate (1920), però després va deixar d'actuar en pel·lícules. Els seus pares es van separar el 1916 i es van divorciar el 1920; no va tornar a veure el seu pare fins 13 anys després, quan va fer una súplica pública a la premsa perquè l'ajudessin a trobar-lo.

## Carrera

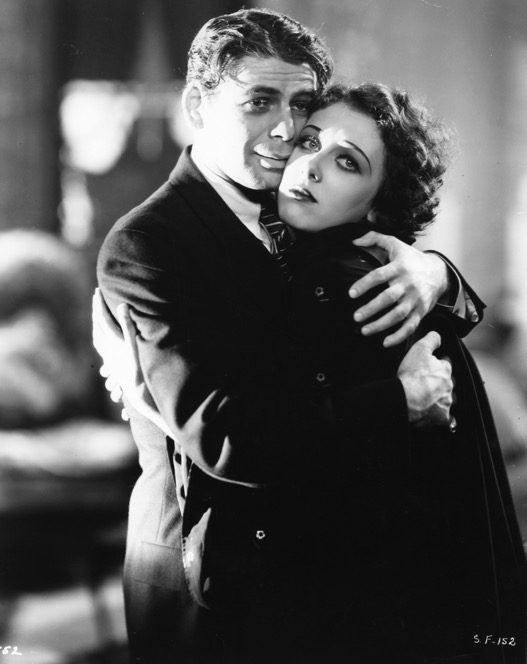
Paul Muni i Dvorak a Scarface (1932)

A finals de la dècada de 1920, Dvorak va treballar com a assistent de coreògraf de Sammy Lee a la MGM i, a poc a poc, va començar a aparèixer en pel·lícules sense acreditar, normalment com a noia del cor o en papers petits. La seva amiga, l'actriu Karen Morley, la va presentar al multimilionari productor de cinema Howard Hughes, que la va preparar com a actriu dramàtica. Va tenir un èxit en pel·lícules anteriors al codi com Scarface (1932) com la germana de Paul Muni; a Three on a Match (1932) amb Bette Davis i Joan Blondell com la condemnada i inestable Vivian; a The Crowd Roars (1932) amb James Cagney; i a Sky Devils (1932) al costat de Spencer Tracy. Coneguda pel seu estil i elegància, va ser una protagonista popular de Warner Bros. durant la dècada de 1930, i va aparèixer en nombroses pel·lícules romàntiques i melodrames contemporanis.
Als 19 anys, Dvorak es va escapar amb Leslie Fenton, el seu coprotagonista anglès de The Strange Love of Molly Louvain (1932), i es van casar el 17 de març de 1932. Van marxar per un any de lluna de mel malgrat les seves obligacions contractuals amb l'estudi, la qual cosa va provocar un període de litigis i disputes salarials durant el qual va descobrir que estava guanyant la mateixa quantitat de diners que el noi que interpretava el seu fill a Three on a Match. Va completar el seu contracte en suspensió definitiva, després va treballar com a independent. Tot i que treballava regularment, la qualitat dels seus guions va disminuir bruscament.
Va aparèixer com a secretària Della Street de Perry Mason de Donald Woods a The Case of the Stuttering Bishop (1937). Amb el seu marit d'aleshores, Leslie Fenton, Dvorak va viatjar a Anglaterra on va donar suport a l'esforç durant la guerra treballant com a conductora d'ambulàncies i va actuar en diverses pel·lícules britàniques. Va aparèixer com a cantant de saló a Abilene Town amb Randolph Scott i Edgar Buchanan, estrenada el 1946. L'any següent va actuar amb habilitat en el gènere de la comèdia fent una actuació segura a Out of the Blue (1947). El 1948, Dvorak va fer la seva única actuació a Broadway a The Respectful Prostitute.

## Anys posteriors i mort
El matrimoni de Dvorak amb Fenton va acabar en divorci el 1946. El 1947 es va casar amb Igor Dega, un ballarí rus que va ballar amb ella breument a The Bachelor's Daughters. El matrimoni va acabar dos anys després.
Dvorak va abandonar la pantalla el 1952, quan es va casar amb el seu tercer i últim marit, Nicholas Wade, amb qui va romandre casada fins a la seva mort el 1975. No va tenir fills. El 1959, ella i el seu marit es van traslladar a Hawaii, que ella sempre havia estimat.
Diverses setmanes abans de la seva mort, va patir forts dolors d'estómac. Li van diagnosticar un càncer que havia fet metàstasi sense cura. Va morir el 10 de desembre de 1979, als 68 anys, a Honolulu. Va ser incinerada i les seves cendres es van escampar a la platja de Waikiki.

## Llegat
Dvorak té una estrella al Passeig de la Fama de Hollywood al 6321 Hollywood Boulevard per la seva contribució al cinema. Li va ser dedicada el 8 de febrer de 1960.

## Filmografia

### Pel·lícules
| Any  | Títol                                           | Paper                                 | Notes              |
| ---- | ----------------------------------------------- | ------------------------------------- | ------------------ |
| 1916 | Ramona                                          | Ramona (4 anys)                       |                    |
| 1917 | The Man Hater                                   | Germana petita de Phemie              |                    |
| 1929 | The Hollywood Revue of 1929                     | Ella mateixa – Noia del cor           | Sense acreditar    |
| 1929 | So This Is College                              | Col·legiala                           | Sense acreditar    |
| 1929 | It's a Great Life                               | Noia del cor                          | Sense acreditar    |
| 1929 | Devil-May-Care                                  | Noia del cor                          | Sense acreditar    |
| 1930 | Chasing Rainbows                                |                                       |                    |
| 1930 | The Woman Racket                                | Noia del cor                          | Sense acreditar    |
| 1930 | Lord Byron of Broadway                          | Noia del cor                          | Sense acreditar    |
| 1930 | Free and Easy                                   | Noia del cor                          | Sense acreditar    |
| 1930 | Children of Pleasure                            | Noia del cor                          | Sense acreditar    |
| 1930 | Estrellados                                     | Noia del cor                          | Sense acreditar    |
| 1930 | Our Blushing Brides                             | Part del 'Quartet' de Models amb Tony | Sense acreditar    |
| 1930 | Way Out West                                    | Noia de l'espectacle                  | Sense acreditar    |
| 1930 | Good News                                       | Col·legiala                           | Sense acreditar    |
| 1930 | Doughboys                                       | Noia del cor                          | Escenes eliminades |
| 1930 | The March of Time                               | Noia del cor                          | Sense acreditar    |
| 1930 | Love in the Rough                               | Noia del cor                          | Sense acreditar    |
| 1930 | Madam Satan                                     | Zeppelin Reveler                      | Sense acreditar    |
| 1930 | War Nurse                                       | infermera a l'hopistal                | Sense acreditar    |
| 1931 | Dance, Fools, Dance                             | Noia del cor                          | Sense acreditar    |
| 1931 | A Tailor Made Man                               | Bit                                   | Sense acreditar    |
| 1931 | Just a Gigolo                                   | Encarregada del cafè                  | Sense acreditar    |
| 1931 | Politics                                        | Extra                                 | Sense acreditar    |
| 1931 | Son of India                                    | Ballarina                             | Sense acreditar    |
| 1931 | Stranger in Town                                | Marian Crickle                        |                    |
| 1931 | This Modern Age                                 | Convidada a la festa                  | Sense acreditar    |
| 1931 | The Guardsman                                   | Fan dient 'There He Is' (allí està)   | Sense acreditar    |
| 1932 | Sky Devils                                      | Mary Way                              |                    |
| 1932 | Scarface                                        | Francesca "Cesca" Camonte             |                    |
| 1932 | The Crowd Roars                                 | Lee Merrick                           |                    |
| 1932 | The Strange Love of Molly Louvain               | Molly Louvain                         |                    |
| 1932 | Love Is a Racket                                | Sally Condon                          |                    |
| 1932 | Crooner                                         | Judith 'Judy' Mason                   |                    |
| 1932 | Three on a Match                                | Vivian Revere                         |                    |
| 1933 | The Way to Love                                 | Madeleine                             |                    |
| 1933 | College Coach                                   | Claire Gore                           |                    |
| 1934 | Massacre                                        | Lydia                                 |                    |
| 1934 | Heat Lightning                                  | Myra                                  |                    |
| 1934 | Side Streets                                    | Marguerite Gilbert                    |                    |
| 1934 | Midnight Alibi                                  | Joan Morley                           |                    |
| 1934 | Friends of Mr. Sweeney                          | Miss Beulah Boyd                      |                    |
| 1934 | Housewife                                       | Nan                                   |                    |
| 1934 | I Sell Anything                                 | Barbara                               |                    |
| 1934 | Gentlemen Are Born                              | Susan Merrill                         |                    |
| 1934 | Murder in the Clouds                            | Judy                                  |                    |
| 1935 | Sweet Music                                     | Bonnie Haydon                         |                    |
| 1935 | G Men                                           | Jean Morgan                           |                    |
| 1935 | Bright Lights                                   | Fay Wilson                            |                    |
| 1935 | Dr. Socrates                                    | Josephine Gray                        |                    |
| 1935 | Thanks a Million                                | Sally Mason                           |                    |
| 1937 | Els que morirem aviat (We Who Are About to Die) | Miss Connie Stewart                   |                    |
| 1937 | Racing Lady                                     | Ruth Martin                           |                    |
| 1937 | Midnight Court                                  | Carol O'Neill                         |                    |
| 1937 | The Case of the Stuttering Bishop               | Della Street                          |                    |
| 1937 | She's No Lady                                   | Jerry                                 |                    |
| 1937 | Manhattan Merry-Go-Round                        | Ann Rogers                            |                    |
| 1938 | Merrily We Live                                 | Minerva Harlan                        |                    |
| 1938 | Gangs of New York                               | Connie Benson                         |                    |
| 1939 | Ment criminal (Blind Alley)                     | Mary                                  |                    |
| 1939 | Stronger Than Desire                            | Eva McLain                            |                    |
| 1940 | Cafe Hostess                                    | Jo                                    |                    |
| 1940 | Girls of the Road                               | Kay Warren                            |                    |
| 1942 | This Was Paris                                  | Ann Morgan                            |                    |
| 1943 | Squadron Leader X                               | Barbara Lucas                         |                    |
| 1943 | Escape to Danger                                | Joan Grahame                          |                    |
| 1945 | Algun dia tornaré                               | 'Flaxen' Tarry                        |                    |
| 1945 | Masquerade in Mexico                            | Helen Grant                           |                    |
| 1946 | Abilene Town                                    | Rita                                  |                    |
| 1946 | The Bachelor's Daughters                        | Terry Wilson                          |                    |
| 1947 | Out of the Blue                                 | Olive Jensen                          |                    |
| 1947 | The Private Affairs of Bel Ami                  | Claire Madeleine Forestier            |                    |
| 1947 | Nit eterna                                      | Charlene                              |                    |
| 1948 | The Walls of Jericho                            | Belle Connors                         |                    |
| 1950 | Our Very Own                                    | Mrs. Gert Lynch                       |                    |
| 1950 | A Life of Her Own                               | Mary Ashlon                           |                    |
| 1950 | The Return of Jesse James                       | Susan (Sue) Ellen Younger             |                    |
| 1950 | Mrs. O'Malley and Mr. Malone                    | Connie Kepplar                        |                    |
| 1951 | I Was an American Spy                           | Mrs. Claire 'High Pockets' Phillips   |                    |
| 1951 | The Secret of Convict Lake                      | Rachel Schaeffer                      |                    |

### Curtmetratges
- The Five Dollar Plate (1920)
- The Doll Shop (1929) com una de les "Dolls" (nines) (sense acreditar)
- Manhattan Serenade (1929) (sense acreditar)
- The Song Writers' Revue (1930) (sense acreditar)
- The Flower Garden (1930)
- Pirates (1930) (sense acreditar)
- The Snappy Caballero (1931)
- A Trip Thru a Hollywood Studio (1935) com a ella mateixa (sense acreditar)